# Fryderyk za album roku muzyka dawna
Fryderyk za album roku muzyka dawna – polska nagroda muzyczna Fryderyk, przyznawana od roku 1997 w sekcji muzyki klasycznej w kategorii album roku muzyka dawna. Honoruje wykonawców za album z muzyką dawną (skomponowaną do 1800 roku), nagrany z zastosowaniem instumentów z epoki lub ich współczesnych kopii. Fryderyki są przyznawane od 1995 przez Związek Producentów Audio-Video (ZPAV) za osiągnięcia w rodzimym przemyśle muzycznym. Od 2000 za wyłanianie nominowanych, a następnie laureatów odpowiedzialna jest powołana przez ZPAV Akademia Fonograficzna.
Kategoria została wprowadzona podczas trzeciej edycji, Fryderyków 1996. Nie pojawiła się jednorazowo w edycjach 1998, 2004 i 2015. Nazywała się:
- płyta roku muzyka dawna w edycji 1996,
- muzyka dawna w edycjach 1997, 1999 i 2000,
- album roku muzyka dawna w edycjach od 2001 do 2003, 2005, 2006, 2012, 2013 i od 2016,
- album roku muzyka dawna i barokowa w edycjach od 2008 do 2011 i 2014.

Najwięcej nominacji w kategorii (11) otrzymał Marek Toporowski. Najwięcej nagród (po 3) zdobyli Andrzej Kosendiak, Krzysztof Szmyt, Lilianna Stawarz, Marek Toporowski, Władysław Kłosiewicz i Wrocławska Orkiestra Barokowa.

## Laureaci i nominowani
Kolor złoty oznacza nagrodzony album i laureatów.
| Rok          | Album | Nominowani | Źr.    |
| ------------ | --- | --- | ------ |
| 1996         | Psalmy – Gomółka, Kochanowski                                                                                             | Ars Nova i Il Canto | [ 4 ]  |
| 1996         | Mielczewski | Linnamuusikud i Bornus Consort | [ 4 ]  |
| 1996         | Mikołaj Zieleński: Offertoria et Communiones                                                                              | — | [ 4 ]  |
| 1996         | Msze staropolskie (Leopolita Mielczewski Gorczycki)                                                                       | Il Canto | [ 4 ]  |
| 1996         | Wybawienie Ruggera | Warszawska Opera Kameralna | [ 4 ]  |
| 1997         | Canzoni e concerti a due, tre e quattro voci                                                                              | — | [ 5 ]  |
| 1997         | Antonio Vivaldi, Johann Sebastian Bach – Koncerty skrzypcowe                                                              | — | [ 5 ]  |
| 1997         | Johann Sebastian Bach – Kantaty na alt                                                                                    | — | [ 5 ]  |
| 1997         | Johann Sebastian Bach – Koncerty klawesynowe                                                                              | — | [ 5 ]  |
| 1997         | Media vita | — | [ 5 ]  |
| 1999         | Cztery pory roku | Konstanty Andrzej Kulka – skrzypce, Władysław Kłosiewicz – klawesyn, Kwartet Prima Vista | [ 6 ]  |
| 1999         | Georg Philipp Telemann – Kantaty                                                                                          | Olga Pasiecznik – sopran, Ewa Mikulska – alt, Maria Papuzińska – skrzypce, Justyna Rekść-Raubo – wiolonczela, Lilianna Stawarz – pozytyw | [ 6 ]  |
| 1999         | Grzegorz Gerwazy Gorczycki                                                                                                | Marek Toporowski – pozytyw, Resonans con tutti i Concerto Polacco; dyrygent: Waldemar Gałązka | [ 6 ]  |
| 1999         | Opera Omnia 4 | Musicae Antiquae Collegium Varsoviense; dyrygent: Lilianna Stawarz | [ 6 ]  |
| 1999         | Vanitas vanitatum | Olga Pasiecznik – sopran, Marta Boberska – sopran, Kai Wessel – alt, Krzysztof Szmyt – tenor, Grzegorz Zychowicz – bas, Il Tempo; dyrygent: Agata Sapiecha | [ 6 ]  |
| 2000         | Wariacje goldbergowskie                                                                                                   | Władysław Kłosiewicz – klawesyn | [ 7 ]  |
| 2000         | Alessandro Scarlatti – S. Casimiro – Ré di Polonia                                                                        | Olga Pasiecznik – sopran, Jacek Laszczkowski – sopran, Anna Mikołajczyk – sopran, Marcin Ciszewski – kontralt, Krzysztof Szmyt – tenor, Jarosław Bręk – basso coro, Zbigniew Pilch, Marek Skuza, Dymitr Olszewski, Agnieszka Wolińska, Mark Caudle, Piotr Rzeczycki, Tomasz Iwanek, Katarzyna Tomczak, Anton Biroulia, Jerzy Żak; dyrygent: Jerzy Żak                                                       | [ 7 ]  |
| 2000         | Bal renesansowy w Warszawie                                                                                               | Orkiestra Złotego Wieku | [ 7 ]  |
| 2000         | Imeneo | Wojciech Gierlach – Imeneo, Jacek Laszczkowski – Tirinto, Olga Pasiecznik – Rosmene, Marta Boberska – Clomiri, Andrzej Klimczak – Argenio, Chór Kameralny Warszawskiej Opery Kameralnej, Zespół Instrumentów Dawnych WOK, Musicae Antiquae Collegium Varsoviense; dyrygent: Władysław Kłosiewicz | [ 7 ]  |
| 2000         | Pieśni Maryjne – Ave Mater, O Maria                                                                                       | Dekameron | [ 7 ]  |
| 2001         | Wacław z Szamotuł, Marcin Leopolita                                                                                       | Collegium Vocale (Hanna Michalak – sopran, Janusz Cabała – kontratenor, Michał Zieliński – baryton, Roman Fijałkowski – baryton, gościnnie: Elżbieta Szczurko – sopran, Błażej Grek – tenor) | [ 8 ]  |
| 2001         | Emma Kirkby & Camerata Silesia                                                                                            | Emma Kirkby, Camerata Silesia, Zespół Instrumentów Barokowych; dyrygent: Anna Szostak | [ 8 ]  |
| 2001         | Jacopo Peri – L’Euridice                                                                                                  | Anna Radziejewska, Olga Pasiecznik, Jacek Laszczkowski, Piotr Łykowski, Krzysztof Kur, Zdzisław Kordyjalik, Marta Boberska, Dorota Lachowicz, Marzanna Rudnicka, Justyna Stępień, Urszula Jankowska, Krzysztof Szmyt, Jarosław Bręk, Urszula Palonka, Grzegorz Zychowicz, Sławomir Jurczak, Musicae Antiquae Collegium Varsoviense; dyrygent: Władysław Kłosiewicz; kierownik artystyczny: Stefan Sutkowski | [ 8 ]  |
| 2002         | Jan Sebastian Bach – Sześć suit na wiolonczelę solo – Ivan Monighetti                                                     | Iwan Monighetti – wiolonczela | [ 9 ]  |
| 2002         | Grzegorz Gerwazy Gorczycki – Dzieła wokalno-instrumentalne                                                                | Concerto Polacco, chór Sine Nomine, Olga Pasiecznik, Marta Boberska – sopran, Henning Voss, Piotr Łykowski – kontratenor, Wojciech Parchem – tenor, Mirosław Borczyński – bas, Marek Toporowski – pozytyw; kierownik artystyczny: Marek Toporowski | [ 9 ]  |
| 2002         | Grzegorz Gerwazy Gorczycki – Missa Paschalis                                                                              | Chór Kameralny Sine Nomine, Piotr Zawistowski, Maciej Gallas – celebranci; Marek Toporowski – organy, pozytyw; kierownik artystyczny: Marek Toporowski | [ 9 ]  |
| 2002         | In Nativitate Domini | Bracia Dominikanie z konwentu św. Trójcy w Krakowie, Marcin Bornus-Szczyciński, Marek Rojszyk OP; kierownik artystyczny: Marcin Bornus-Szczyciński | [ 9 ]  |
| 2002         | Monteverdi – Madrygały | Il Canto; kierownik artystyczny: Michał Straszewski | [ 9 ]  |
| 2003         | By lutnia mówić umiała | Marcin Zalewski, Michał Gondko – lutnia | [ 10 ] |
| 2003         | Julian Gembalski – organy fromborskie                                                                                     | Julian Gembalski – organy | [ 10 ] |
| 2003         | Musica Rediviva | Ars Cantus; dyrygent/kierownik artystyczny: Tomasz Dobrzański | [ 10 ] |
| 2005         | Muzyka Zamku Warszawskiego                                                                                                | Il Tempo; dyrygent/kierownik artystyczny: Agata Sapiecha | [ 11 ] |
| 2005         | Ars Cantus Musica Figurata we Wrocławiu i na Śląsku w wiekach XIV i XV                                                    | Ars Cantus; dyrygent/kierownik artystyczny: Tomasz Dobrzański | [ 11 ] |
| 2005         | Musica Claromontana vol. 3                                                                                                | Marta Wróblewska – sopran, Piotr Olech – alt, Aleksander Kunach – tenor, Mirosław Borczyński – bas, Sebastian Matecki OSPPE; orkiestra/zespół: Zespół Kameralny Concerto Polacco, Zespół wokalny Sine Nomine; dyrygent/kierownik artystyczny: Marek Toporowski | [ 11 ] |
| 2005         | Rex Muzyka Złotego Wieku w Polsce                                                                                         | Dariusz Paradowski – sopran, Grzegorz Zychowicz – bas, Piotr Iwicki – instrumenty perkusyjne, Jarosław Lipski – lutnia, Jacek Urbaniak – pomort, kornamuza, flety proste, Trombastic; dyrygent/kierownik artystyczny: Piotr Wawreniuk, Robert Krajewski | [ 11 ] |
| 2005         | Schuyt: Tańce renesansowe – Niderlandy, 1661 r.                                                                           | Ars Nova; dyrygent/kierownik artystyczny: Jacek Urbaniak | [ 11 ] |
| 2006         | Jasnogórska muzyka dawna. Musica Claromontana vol. 13                                                                     | Anna Mikołajczyk – sopran, Piotr Olech – alt, Krzysztof Szmyt – tenor, Mirosław Borczyński – bas, Zespół Wokalny Sine Nomine, Concerto Polacco; dyrygent/kierownik artystyczny: Marek Toporowski – dyrygent, Piotr Zawistowski – przygotowanie | [ 12 ] |
| 2006         | Musica Divina (Muzyka z XV w. Rękopisu Krasińskich)                                                                       | Ars Cantus; dyrygent/kierownik artystyczny: Tomasz Dobrzański | [ 12 ] |
| 2006         | Muzyka polskiego średniowiecza                                                                                            | Wojciech Siemion – melorecytacja, Anna Mikołajczyk-Niewiedział – sopran, Anna Krawczuk – sopran, Piotr Olech – kontratenor, Mirosław Borczyński – baryton, Ars Nova, Subtilior Ensemble; dyrygent/kierownik artystyczny: Jacek Urbaniak, Piotr Zawistowski | [ 12 ] |
| 2008         | Jasnogórska muzyka dawna vol. 14 / Ciemne jutrznie                                                                        | Anna Mikołajczyk-Niewiedział – sopran, Magdalena Szewczyk – mezzosopran, Piotr Olech – alt, Krzysztof Szmyt – tenor, Mirosław Borczyński – bas, Concerto Polacco; dyrygent/kierownik artystyczny: Marek Toporowski | [ 13 ] |
| 2008         | Handel – Xerxes Arias | Piotr Kusiewicz – tenor, Jadwiga Rappé – alt, Ewa Gizińska-Mysińska – wiolonczela, Danuta Kojro – klawesyn, Krzysztof Wroniszewski – oboje koncertujące, Jacek Polański – oboje koncertujące, Warszawscy Soliści Concerto Avenna; dyrygent/kierownik artystyczny: Andrzej Mysiński – kierownictwo artystyczne                                                                                               | [ 13 ] |
| 2008         | Muzyka polskiego renesansu                                                                                                | Anna Mikołajczyk-Niewiedział – sopran, Marta Wróblewska – sopran, Grzegorz Zychowicz – bas, Wojciech Siemion – melorecytacja, Ars Nova, Subtilior Ensemble; dyrygent/kierownik artystyczny: Jacek Urbaniak, Piotr Zawistowski | [ 13 ] |
| 2009         | Mikołaj Zieleński: Offertoria et Communiones Totius Anni (1611)                                                           | Emma Kirkby – sopran, Andrzej Białko – organy, Capella Cracoviensis; dyrygent/kierownik artystyczny: Stanisław Gałoński | [ 14 ] |
| 2009         | Kaspar Förster Jr.: Mistrzowie i uczeń                                                                                    | Olga Pasiecznik, Marta Boberska, Kai Wessel, Krzysztof Szmyt, Jacek Wisłocki, Dirk Snellings, Il Tempo; dyrygent/kierownik artystyczny: Agata Sapiecha | [ 14 ] |
| 2009         | O cudownych uzdrowieniach – Ars Nova                                                                                      | Anna Mikołajczyk – sopran, Maria Pomianowska – śpiew, melorecytacje, Małgorzata Feldgebel – fidel, Marcin Zalewski – lutnia arabska ud, lira korbowa, śpiew, Krzysztof Owczynik – flety, cornamuse, melorecytacja, śpiew, Jacek Urbaniak – flety, pomort, śpiew, Ars Nova; dyrygent/kierownik artystyczny: Jacek Urbaniak                                                                                   | [ 14 ] |
| 2010         | Battalia | Piotr Wawreniuk, Michał Kiljan, Piotr Dąbrowski, Robert Krajewski, Roman Miller | [ 15 ] |
| 2010         | Johann Sebastian Bach – Concertos for 4-3-2-1 pianos                                                                      | Tatiana Szebanowa, Stanisław Drzewiecki, Jarosław Drzewiecki, Andrzej Jasiński, Warszawscy Soliści Concerto Avenna; dyrygent/kierownik artystyczny: Jerzy Maksymiuk | [ 15 ] |
| 2010         | Mikołaj Zieleński Opera Omnia Vol. 1: Offertoria Totius Anni 1611                                                         | Andrzej Białko, Bartłomiej Banek, Susi Ferfoglia, Collegium Zieleński, Capella Cracoviensis; dyrygent/kierownik artystyczny: Stanisław Gałoński | [ 15 ] |
| 2011         | Bartłomiej Pękiel – Missa Brevis, Missa Pulcherrima, Motety. Il Canto                                                     | Il Canto; dyrygent/kierownik artystyczny: Michał Straszewski | [ 16 ] |
| 2011         | Johann Sebastian Bach – Goldberg Variations                                                                               | Alina Ratkowska | [ 16 ] |
| 2011         | Koželuh, Rejcha, Vořišek – Symphonies. Wrocławska Orkiestra Barokowa                                                      | Wrocławska Orkiestra Barokowa; dyrygent/kierownik artystyczny: Jarosław Thiel | [ 16 ] |
| 2011         | Mikołaj Zieleński – Opera Omnia vol. 4                                                                                    | Emma Kirkby, Joel Frederiksen, Zygmunt Magiera, Łukasz Motkowicz, Andrzej Białko, Susi Ferfoglia, Collegium Zieleński; dyrygent/kierownik artystyczny: Stanisław Gałoński | [ 16 ] |
| 2011         | Tabulatura Warszawskiego Towarzystwa Muzycznego, Renaissance Polish Music                                                 | Ars Nova, soliści: Weronika Grozdew-Kołacińska, Dagmara Barna; dyrygent/kierownik artystyczny: Jacek Urbaniak | [ 16 ] |
| 2012         | Mikołaj Zieleński – Opera Omnia vol. 1–6                                                                                  | Collegium Zieleński i Capella Cracoviensis (dyrekcja: Stanisław Gałoński) | [ 17 ] |
| 2012         | Jasnogórska Muzyka Dawna vol. 38                                                                                          | Concerto Polacco (dyrekcja: Marek Toporowski) | [ 17 ] |
| 2012         | Joseph Haydn – Symphonies Nos. 6, 7, 8: Le Matin, Le Midi, Le Soir                                                        | NFM Wrocławska Orkiestra Barokowa (dyrekcja: Jarosław Thiel) | [ 17 ] |
| 2013         | Cyprian Bazylik, dzieła wszystkie, XVI w.                                                                                 | Ars Nova, Subtilior Ensemble (soliści: Piotr Olech, Maciej Gocman, Szczepan Kosior, Piotr Zawistowski), Chór Cantilena (Alina Kulik); dyrygent/kierownik artystyczny: Jacek Urbaniak | [ 19 ] |
| 2013         | Grzegorz Gerwazy Gorczycki: Missa Rorate, Illuxit sol, Laetatus sum, Completorium                                         | Susan Gilmour Bailey, Aldona Bartnik, Matthew Venner, Maciej Gocman, Tomas Kral, Zespół instrumentów dawnych; dyrygent/kierownik artystyczny: Andrzej Kosendiak | [ 19 ] |
| 2013         | Jan Sebastian Bach – Inwencje i Sinfonie                                                                                  | Lilianna Stawarz | [ 19 ] |
| 2013         | Jasnogórska Muzyka Dawna vol. 47                                                                                          | Concerto Polacco; dyrygent/kierownik artystyczny: Marek Toporowski | [ 19 ] |
| 2013         | Requiem – Staropolska Msza Żałobna                                                                                        | Zespół Śpiewaków Miasta Katowice Camerata Silesia, Zespół Instrumentów Historycznych Parnassos, Adam Myrczek; dyrygent/kierownik artystyczny: Anna Szostak | [ 19 ] |
| 2014         | François Couperin – Pièces de clavecin                                                                                    | Władysław Kłosiewicz, gościnnie: Lilianna Stawarz, Małgorzata Wojciechowska, Maria Papuzińska-Uss i Marcin Zalewski | [ 20 ] |
| 2014         | Easter Cantatas of 18th Century Gdańsk / Kantaty Wielkanocne ze zbiorów PAN Biblioteki Gdańskiej                          | Goldberg Baroque Ensemble, Heike Heilmann – sopran, Ewa Zeuner – alt, Virgil Hartinger – tenor i Marek Rzepka – bas (kierownictwo: Andrzej Mikołaj Szadejko) | [ 20 ] |
| 2014         | Johann Sebastian Bach – A cinque cordes                                                                                   | Teresa Kamińska – wiolonczela piccolo, Marek Toporowski – klawesyn | [ 20 ] |
| 2014         | Józef Zeidler, Piotr Niestrawski – Musica Sacromontana (VII)                                                              | Anna Mikołajczyk-Niewiedział, Anna Karasińska i Sinfonia Viva (kierownictwo: Tomasz Radziwonowicz) | [ 20 ] |
| 2014         | Podobieństwo żywota krześcijańskiego – XVI-wieczna muzyka polska                                                          | Zespół Sabionetta (kierownictwo: Agnieszka Obst-Chwała) | [ 20 ] |
| 2016         | Verbum Incarnatum | Paweł Gusnar (saksofon) i Mulierum Schola Gregoriana Clamaverunt Iusti (dyrekcja: Michał Sławecki) | [ 21 ] |
| 2016         | Gdańsk Baroque Cantatas. Kantaty na Wniebowstąpienie i Święto Zesłania Ducha Świętego w zbiorach PAN Biblioteki Gdańskiej | Goldberg Baroque Ensemble, Ingrida Gapova, Klaudia Trzasko, Bettina Ranch, Georg Poplutz, Stefan Geyer (dyrekcja: Andrzej Mikołaj Szadejko) | [ 21 ] |
| 2016         | Kodeks Wrocławski | Ars Cantus (dyrekcja: Tomasz Dobrzański) | [ 21 ] |
| 2016         | Telemann | Bolette Roed, Reiko Ichise, Alexis Kossenko, Arte Dei Suonatori | [ 21 ] |
| 2016         | Viola organista – The da Vinci Sound                                                                                      | Sławomir Zubrzycki | [ 21 ] |
| 2017         | J.S. Bach: Sonaty BWV 525–530                                                                                             | Marek Toporowski, Irmina Obońska, Mark Caudle | [ 22 ] |
| 2017         | Bartłomiej Pękiel | Aldona Bartnik – sopran, Matthew Venner – kontratenor, Maciej Gocman – tenor, Tomáš Král – bas, Jaromír Nosek – bas (dyrekcja: Andrzej Kosendiak) | [ 22 ] |
| 2017         | Musica Claromontana vol. 58 (Amando Ivančić)                                                                              | Marzena Michałowska – sopran, Piotr Olech – alt, Łukasz Nowak – tenor, Andrzej Zawisza – bas, {oh!} Orkiestra Historyczna (dyrekcja: Martyna Pastuszka i Marcin Świątkiewicz) | [ 22 ] |
| 2018         | Antonio Caldara: Maddalena ai piedi di Cristo                                                                             | Olga Pasiecznik, Anna Radziejewska, Barbara Zamek, Jan Jakub Monowid, Artur Janda, Aleksander Kunach, Zespół Instrumentów Dawnych Warszawskiej Opery Kameralnej Musicae Antiquae Collegium Varsoviense (kierownictwo: Lilianna Stawarz) | [ 23 ] |
| 2018         | Harpsichorduo | Elżbieta Stefańska, Mariko Kato | [ 23 ] |
| 2018         | Ludwig van Beethoven – Sonaty wiolonczelowe                                                                               | Jarosław Thiel – wiolonczela, Katarzyna Drogosz – pianoforte | [ 23 ] |
| 2018         | Marcin Mielczewski | Aldona Bartnik, Agnieszka Ryman, Aleksandra Turalska, Matthew Venner, Piotr Łykowski, Piotr Olech, Maciej Gocman, Karol Kozłowski, Tomáš Lajtkep, Tomáš Král, Bogdan Makal, Jonathan Brown, Jerzy Butryn, Wrocław Baroque Ensemble (kierownictwo: Andrzej Kosendiak) | [ 23 ] |
| 2018         | Muzyka francuskich mistrzów                                                                                               | {oh!} Orkiestra historyczna, Martyna Pastuszka – skrzypce, koncertmistrz, Krzysztof Firlus – viola da gamba | [ 23 ] |
| 2019         | Marcin Mielczewski II | Wrocław Baroque Ensemble (dyrekcja: Andrzej Kosendiak) | [ 24 ] |
| 2019         | Gamba Sonatas | Anna Firlus i Krzysztof Firlus | [ 24 ] |
| 2019         | Historia de sancto Paulo primo heremita patre nostro                                                                      | Schola Gregoriana Cardinalis Stephani Wyszyński (dyrekcja: Michał Sławecki) | [ 24 ] |
| 2019         | Melodie na psałterz polski. Opera Omnia                                                                                   | Marc Lewon, Paul Kieffer, Chór Polskiego Radia (kierownictwo: Agnieszka Budzińska-Bennett) | [ 24 ] |
| 2019         | Musica Baltica. Vol. 4. Johann Jeremias du Grain – Sacred Cantatas                                                        | Marie Smolka, Elisabeth Holmer, Georg Poplutz, Marek Rzepka, Goldberg Baroque Ensemble, Goldberg Vocal Ensemble (dyrekcja: Andrzej Szadejko) | [ 24 ] |
| 2020         | Johann Gottlieb Goldberg: Complete Solo Harpsichord Works                                                                 | Alina Ratkowska (klawesyn) | [ 25 ] |
| 2020         | C.F. Abel: Sonatas from the Maltzan Collection                                                                            | Anna Firlus (klawesyn, pianoforte), Krzysztof Firlus (viola da gamba), Tomasz Pokrzywiński (wiolonczela barokowa) | [ 25 ] |
| 2020         | Johann Sebastian Bach: Französische Suiten                                                                                | Marek Toporowski (klawesyn) | [ 25 ] |
| 2020         | Mikołaj Gomółka: Melodie na psałterz polski. Opera Omnia. Vols 3 & 4                                                      | Jerzy Żak (lutnia), Tomasz Sobaniec (perkusja), Marc Lewon (lutnia, viola d’arco), Compass Viol Consort i Chór Polskiego Radia (kierownictwo: Agnieszka Budzińska-Bennett) | [ 25 ] |
| 2020         | Stanisław Sylwester Szarzyński                                                                                            | Wrocław Baroque Ensemble (dyrekcja: Andrzej Kosendiak) | [ 25 ] |
| 2021         | Offertoria et communionestotius anni                                                                                      | Wrocław Baroque Ensemble; dyrygent: Andrzej Kosendiak | [ 26 ] |
| 2021         | Ars Organi Poloniae. Olkusz. Vol 2                                                                                        | Julian Gembalski | [ 26 ] |
| 2021         | Canzony znane i nieznane. Tabulatura pelplińska                                                                           | Filatura di Musica | [ 26 ] |
| 2021         | Sacred Music | Ingrida Gápová (sopran), Anna Zawisza (sopran), Joanna Sperska (sopran), Klaudia Trzasko (sopran), David Erler (alt), Helena Poczykowska (alt), Jakob Pilgram (tenor), Sebastian Mach (tenor), Christian Immler (bas), Dawid Biwo (bas) i Goldberg Baroque Ensemble; dyrygent: Andrzej Szadejko | [ 26 ] |
| 2021         | Trio Basso | Trio Basso: Jacek Dumanowski (altówka), Agnieszka Oszańca (wiolonczela), Grzegorz Frankowski (kontrabas) | [ 26 ] |
| 2022         | Jan Sebastian Bach: Suity francuskie                                                                                      | Lilianna Stawarz (klawesyn) | [ 27 ] |
| 2022         | Adolphe Gutmann – ulubiony uczeń Chopina                                                                                  | Maria Gabryś-Heyke (fortepian) i Dmitry Ablogin (fortepian) | [ 27 ] |
| 2022         | Domenico Scarlatti: Sonaty w transkrypcji na skrzypce i klawesyn                                                          | Lilianna Stawarz (klawesyn) i Paweł Łosakiewicz (skrzypce) | [ 27 ] |
| 2022         | Jacek Różycki | Wrocław Baroque Ensemble (dyrekcja: Andrzej Kosendiak) | [ 27 ] |
| 2022         | Mikołaj Gomółka: Melodie na psałterz polski cz. 3 vol. 5 & 6                                                              | Marc Lewon (lutnia), Elizabeth Rumsey (viola basowa), Andrzej Mikołaj Szadejko (pozytyw), Alta Cappella i Chór Polskiego Radia (kierownictwo: Agnieszka Budzińska-Bennett) | [ 27 ] |
| 2023 (remis) | Marcin Józef Żebrowski: Vesperae in Visitatione Beatae Mariae Virginis                                                    | Wrocław Baroque Ensemble (dyrekcja: Andrzej Kosendiak | [ 28 ] |
| 2023 (remis) | Supraskie Kantyki | Chór Opery i Filharmonii Podlaskiej (dyrekcja: Violetta Bielecka) | [ 28 ] |
| 2023 (remis) | Alchemie | Anna Urszula Kucharska, Dorota Zimna i Sławomir Zubrzycki | [ 28 ] |
| 2023 (remis) | Georg Philipp Telemann: Suites & Concerto                                                                                 | Altberg Ensemble i Peter van Heyghen | [ 28 ] |
| 2023 (remis) | Mikołaj Gomółka: Melodie na psałterz polski, vol. 9 & 10                                                                  | Aleksandra Krzywdzińska, Liliana Pociecha, Katarzyna Wajrak, Dobromiła Lebiecka, Agnieszka Piwko, Joanna Wodo, Paweł Fundament, Krzysztof Piotrowski, Jacek Ziobro, Piotr Brajner, Łukasz Dziuba, Adam Radnicki, Compass Viol Consort i Chór Polskiego Radia (dyrekcja: Agnieszka Budzińska-Bennett) | [ 28 ] |
| 2024         | Beyond | Jakub Józef Orliński (kontratenor) i Il Pomo d’Oro | [ 29 ] |
| 2024         | Carl Friedrich Abel – The Drexel Manuscript                                                                               | Krzysztof Firlus (viola da gamba) | [ 29 ] |
| 2024         | Il continuo virtuoso | Martyna Pastuszka (skrzypce) i Tomasz Pokrzywiński (wiolonczela) | [ 29 ] |
| 2024         | Musica liturgica | Wrocław Baroque Ensemble: Piotr Olech (kontratenor), Daniel Elgersma (kontratenor), Maciej Gocman (tenor), Florian Cramer (tenor), Tomáš Král (bas), Jaromír Nosek (bas), Marcin Szelest (organy) i Andrzej Kosendiak (kierownictwo artystyczne) | [ 29 ] |
| 2024         | Tryptyk Supraski | Chór Opery i Filharmonii Podlaskiej i Violetta Bielecka (dyrygent) | [ 29 ] |
| 2025         | Christoph Willibald Gluck: Orfeo & Euridice                                                                               | Jakub Józef Orliński (kontratenor), Fatma Said (sopran), Elsa Dreisig (sopran), Il giardino d’amore (dyrekcja: Stefan Plewniak) | [ 30 ] |
| 2025         | Jasnogórska muzyka dawna vol.80                                                                                           | Schola Gregoriana Sancti Joannis Pauli II, Susi Ferfoglia (dyrygent) | [ 30 ] |
| 2025         | Johann Sebastian Bach: Suity angielskie BWV 806–811                                                                       | Lilianna Stawarz (klawesyn) | [ 30 ] |
| 2025         | Les Métamorphoses du Clavecin                                                                                             | Krzysztof Garstka (klawesyn), Aleksander Mocek (klawesyn) | [ 30 ] |
| 2025         | Mikołaj Dylecki | Wrocław Baroque Ensemble (dyrekcja: Andrzej Kosendiak) | [ 30 ] |

## Statystyki
| Liczba | Osoba/zespół                  | Lata             |
| ------ | ----------------------------- | ---------------- |
| 3      | Andrzej Kosendiak             | 2019, 2021, 2023 |
| 3      | Krzysztof Szmyt               | 1996, 2006, 2008 |
| 3      | Lilianna Stawarz              | 2014, 2018, 2022 |
| 3      | Marek Toporowski              | 2006, 2008, 2017 |
| 3      | Władysław Kłosiewicz          | 1999, 2000, 2014 |
| 3      | Wrocławska Orkiestra Barokowa | 2019, 2021, 2023 |
| 2      | Anna Mikołajczyk-Niewiedział  | 2006, 2008       |
| 2      | Capella Cracoviensis          | 2009, 2012       |
| 2      | Concerto Polacco              | 2006, 2008       |
| 2      | Il Canto                      | 1999, 2011       |
| 2      | Jakub Józef Orliński          | 2024, 2025       |
| 2      | Marcin Zalewski               | 2003, 2014       |
| 2      | Michał Straszewski            | 1996, 2011       |
| 2      | Mirosław Borczyński           | 2006, 2008       |
| 2      | Piotr Olech                   | 2006, 2008       |
| 2      | Stanisław Gałoński            | 2009, 2012       |

| Liczba | Osoba/zespół                  | Lata                                                            |
| ------ | ----------------------------- | --------------------------------------------------------------- |
| 11     | Marek Toporowski              | 1999, 2002 (×2), 2005, 2006, 2008, 2012, 2013, 2014, 2017, 2020 |
| 10     | Andrzej Kosendiak             | 2013, 2017, 2018, 2019, 2020, 2021, 2022, 2023, 2024, 2025      |
| 10     | Wrocławska Orkiestra Barokowa | 2011, 2012, 2018, 2019, 2020, 2021, 2022, 2023, 2024, 2025      |
| 8      | Krzysztof Szmyt               | 1996 (×2), 1999, 2000, 2001, 2006, 2008, 2009                   |
| 8      | Lilianna Stawarz              | 1999 (×2), 2013, 2014, 2018, 2022 (×2), 2025                    |
| 8      | Olga Pasiecznik               | 1999 (×2), 2000 (×2), 2001, 2002, 2009, 2018                    |
| 8      | Piotr Olech                   | 2005, 2006 (×2), 2008, 2013, 2017, 2018, 2024                   |
| 7      | Anna Mikołajczyk-Niewiedział  | 2000, 2006 (×2), 2008 (×2), 2009, 2014                          |
| 7      | Ars Nova                      | 1996, 2005, 2006, 2008, 2009, 2011, 2013                        |
| 7      | Concerto Polacco              | 1999, 2002, 2005, 2006, 2008, 2012, 2013                        |
| 7      | Jacek Urbaniak                | 2005 (×2), 2006, 2008, 2009, 2011, 2012                         |
| 5      | Andrzej Mikołaj Szadejko      | 2014, 2016, 2019, 2021, 2022                                    |
| 5      | Maciej Gocman                 | 2013 (×2), 2017, 2018, 2024                                     |
| 5      | Marta Boberska                | 1999, 2000, 2001, 2002, 2009                                    |
| 5      | Piotr Zawistowski             | 2002, 2006 (×2), 2008, 2013                                     |
| 5      | Władysław Kłosiewicz          | 1999, 2000 (×2), 2001, 2014                                     |